# Трофей Хайсмана

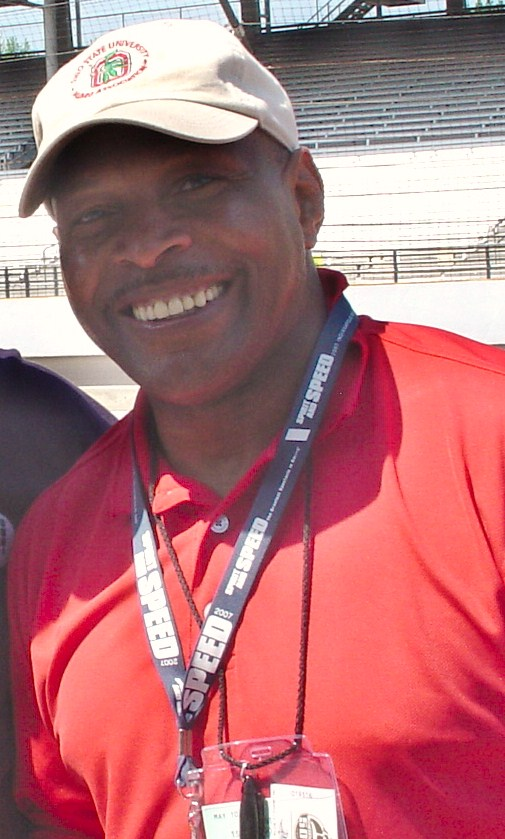
Единственный в истории двукратный обладатель награды, раннинбек Арчи Гриффин.

Мемориальный трофей Хайсмана (англ. Heisman Memorial Trophy, чаще упоминается как Трофей Хайсмана или просто Хайсман) — награда, присуждаемая наиболее выдающемуся игроку футбольного турнира NCAA. Приз был учреждён в 1935 году нью-йоркским спортивным Даунтаун-клубом. В 1936 году он был переименован в честь Джона Хайсмана, директора клуба и выдающегося тренера начала XX века. Награда представляет собой бронзовую статуэтку на деревянной подставке работы скульптора Фрэнка Элиску. Моделью для неё стал игрок команды Нью-Йоркского университета Эд Смит. Сейчас трофей является одной из самых престижных наград в североамериканском спорте.
Обладатель награды определяется по итогам голосования журналистов и победителей прошлых лет. С 1999 года проводится опрос среди болельщиков, победитель которого получает один балл. Первым лауреатом приза стал бегущий команды Чикагского университета Джей Бервангер. Единственным в истории двукратным обладателем трофея по состоянию на 2021 год остаётся Арчи Гриффин, выступавший за команду университета штата Огайо. Дважды награду получали новички футбольного турнира NCAA: в 2012 году в голосовании победил Джонни Мэнзел, а в 2013 году приз получил Джеймис Уинстон. Действующим обладателем награды является квотербек Джейден Дэниелс, выступавший за команду университета штата Луизиана.
Наибольшее количество наград — по семь — получали представители Оклахомского университета, университетов штата Огайо и Нотр-Дам. Восемь раз становились обладателями трофея игроки команды университета Южной Калифорнии, но в 2010 году раннинбек Реджи Буш был лишён его за нарушения политики NCAA в отношении денежных выплат студентам-спортсменам.

## История

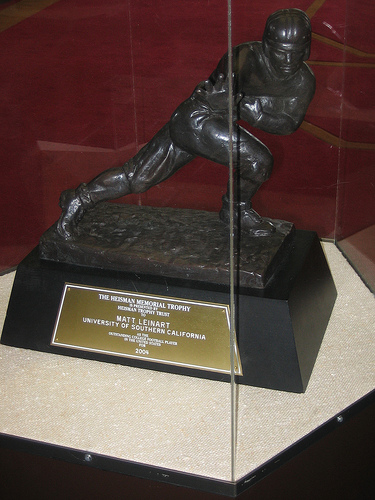
Трофей Хайсмана, вручённый в 2004 году квотербеку Мэтту Лейнарту.

Идея награды для наиболее выдающегося игрока студенческого футбола появилась в 1935 году в нью-йоркском Даунтаун-клубе. Разработка трофея была заказана скульптору Фрэнку Элиску. Моделью для него стал ведущий игрок команды Нью-Йоркского университета раннинбек Эд Смит. Ряд деталей был доработан при участии главного тренера команды Фордемского университета Джима Кроули. Статуэтка из бронзы на деревянной подставке весит чуть больше 20 кг (45 фунтов), размеры приза 35,6 см в длину, 15,2 см в ширину и 33 см в высоту. Оригинальный гипсовый слепок работы Элиску в 2005 году был продан на аукционе Сотбис за 228 тысяч долларов. В книге Кори Маккартни приведена сумма 271 тысяча долларов. С 2005 года трофей изготавливается компанией MTM Recognition, находящейся в Дел-Сити в Оклахоме.
Первое вручение трофея Даунтаун-клуба состоялось в 1935 году. Его обладателем стал звёздный игрок команды Чикагского университета бегущий Джей Бервангер. Спустя год умер директор клуба Джон Хайсман и приз был переименован в его честь. Организация вручала награду до 2001 года. Даунтаун-клуб был объявлен банкротом и закрыт после событий 11 сентября. В 2002 и 2003 годах приз вручался нью-йоркским Йельским клубом, а затем был основан Траст Хайсмана, который занимается организацией церемонии вручения по сей день.
Первый обладатель приза, Джей Бервангер, относился к нему безразлично. На тот момент более престижным считался Серебряный мяч (англ. Silver Football), присуждаемый газетой Chicago Tribune самому полезному игроку среди команд конференции Big Ten. Известно, что его тётя использовала бронзовую статуэтку как упор для двери. Сейчас трофей Бервангера выставлен в фойе Спортивного центра имени Джералда Ратнера в Чикагском университете. Похожим пренебрежительным отношением отличались и другие игроки: Пол Хорнанг хранил его в гараже, у квотербека Мэтта Лейнарта он стоял на полу в кухне. В 1963 году игрок команды Военно-морской академии Роджер Стобак обещал распилить статуэтку и раздать по частице своим партнёрам, но затем передумал. Несколько раз трофей продавался на аукционах, рекордная сумма за него была заплачена в 2019 году — принадлежавший Рикки Уильямсу приз был продан за 504 тысячи долларов. Ряд обладателей передали свои награды в различные музеи.
В 1982 году церемония вручения трофея впервые была показана в эфире национального телевидения. С появлением сети Интернет и увеличением числа доступных трансляций награда обрела ещё большую популярность. Появились специализированные сайты, занимающиеся анализом перспектив того или иного игрока в борьбе за приз. В 2009 году телеаудитория церемонии награждения составила 6 млн человек. Спортивный обозреватель Крис Хастон в своей колонке для американской версии канала «Аль-Джазира» назвал Трофей Хайсмана культурным феноменом. Награда стала одной из культовых для североамериканского спорта, сравнимой с бейсбольным призом Сая Янга или кинематографическим Оскаром. В 2018 году канал Fox Sports поставил награду на третье место в рейтинге лучших спортивных трофеев после Кубка Стэнли и золотой медали Олимпийских игр.

## Выборы лауреата награды
Существующая система выборов победителя была введена в 2010 году. В процессе выборов самого выдающегося игрока сезона принимают участие 870 журналистов. С целью снижения предвзятости, выборщики отбираются из шести регионов, на каждый из которых приходится по 145 человек. От крупных штатов в голосовании участвует большее число представителей. Каждый из них выбирает трёх игроков, расставляя их в порядке приоритетности. Первое место в бюллетене оценивается в три балла, второе — в два, третье — в один балл. По одному игроку выбирают обладатели Хайсман Трофи прошлых лет. С 1999 года ещё один балл начисляется победителю опроса среди болельщиков. Голосование завершается за неделю до начала игр в боулах. Траст Хайсмана, организующий церемонию вручения приза, в выборах не участвует и не влияет на их исход. В отличие от других индивидуальных наград, где организатор заранее составляет список претендентов, в бюллетень при выборах обладателя Трофея Хайсмана могут быть внесены фамилии любых игроков.
В своей книге «The Heisman Trophy: The Story of an American Icon and Its Winners» Кори Маккартни рассказывает, что в течение всего времени существования награды ей была свойственна субъективность, заложенная в самом определении «самый выдающийся». Предубеждения были связаны с возрастом и позициями игроков, колледжами, в которых они учились. В бюллетенях очень редко указывались фамилии новичков и игроков защиты. Существует предвзятость в отношении спортсменов, выступающих за пределами пяти ведущих конференций студенческого футбола. Несколько раз награда доставалась представителю команды, которая была более известна широкой публике, а не проведшему лучший сезон игроку. До 1961 года, когда награду получил Эрни Дэвис, на выборы влиял цвет кожи. Маккарти высказывает мнение, что это могло быть причиной того, что в 1958 году трофей не достался Джиму Брауну.

## Обладатели Трофея Хайсмана

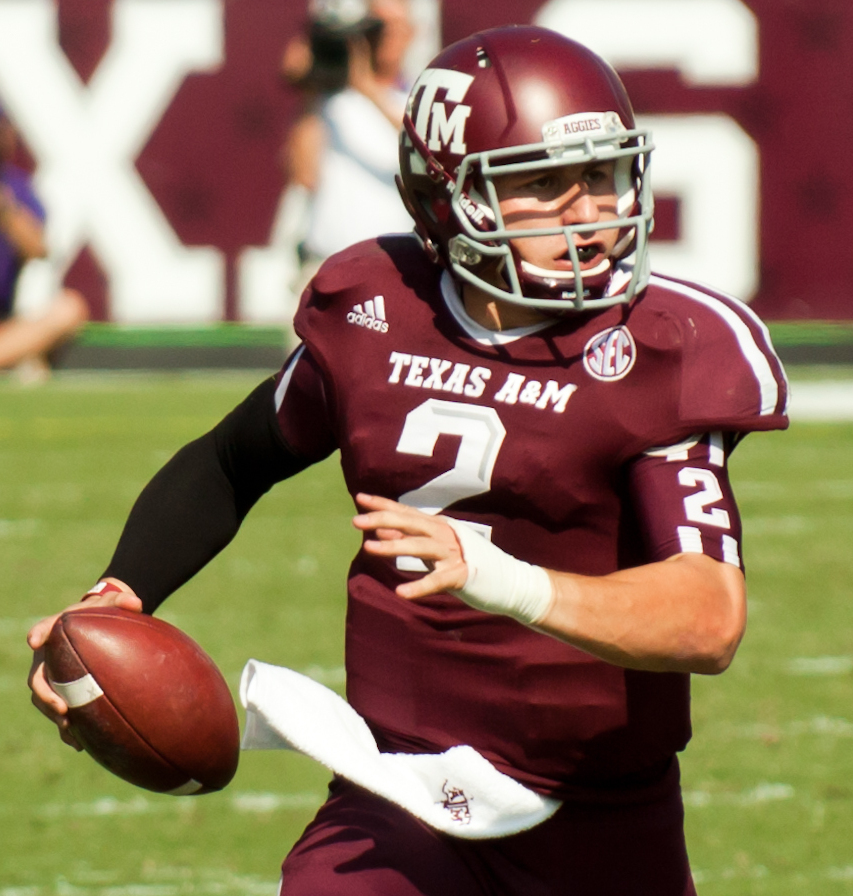
Джонни Мэнзел, первый новичок, ставший обладателем трофея.

Первым обладателем Трофея Хайсмана в 1935 году стал бегущий команды Чикагского университета Джей Бервангер. Статистика того времени неполна, но, по данным Спортивной ассоциации Чикаго, в сезоне 1935 года он набрал 577 ярдов на выносе, 405 ярдов пасом, 359 ярдов на возврате начальных ударов, сделал шесть тачдаунов и реализовал пять экстрапойнтов. В 1936 году он был выбран под общим первым номером на первом в истории драфте НФЛ. Несмотря на титул самого выдающегося игрока студенческого футбола, на профессиональном уровне Беруонгер никогда не играл, сделав успешную карьеру в бизнесе.
Обладатель трофея 2005 года раннинбек Реджи Буш спустя пять лет после награждения был дисквалифицирован NCAA и лишён его. Расследование организации показало, что во время выступлений за команду университета Южной Калифорнии представители учебного заведения передавали ему наличные деньги, оплачивали дорожные расходы Буша и дом для его родителей. Помимо наказания игрока, санкции были наложены и на университет.
Единственным в истории двукратным обладателем приза является раннинбек Арчи Гриффин, побеждавший в 1974 и 1975 годах. За всё время вручения награды стать её обладателями удалось лишь двум новичкам, оба раза это были квотербеки: в 2012 году в голосовании победил Джонни Мэнзел, а в 2013 году Джеймис Уинстон. Девять обладателей трофея по состоянию на 2021 год были избраны в Зал славы профессионального футбола. Действующим лауреатом награды является квотербек Брайс Янг, выступающий за команду Алабамского университета.
Рекорд по количеству полученных в голосовании первых мест принадлежит раннинбеку О Джею Симпсону. В 1968 году его назвали самым выдающимся игроком 855 опрошенных. Самую уверенную победу одержал квотербек Джо Бэрроу, в 2019 году набравший 93,8 % от максимально возможного числа баллов. Ему же принадлежит и лучший результат по доле бюллетеней, в которых был упомянут игрок — 95,47 %. Рекордный отрыв победителя от занявшего второе место был зафиксирован в 2019 году, когда Бэрроу опередил Джейлена Хертса на 1 846 баллов.
Среди колледжей по количеству выигранных трофеев лидируют Оклахомский университет, университет штата Огайо и университет Нотр-Дам — их представители побеждали по семь раз. С 1982 года на церемонию вручения трофея начали приглашать финалистов, определяемых по результатам голосования. Как правило, это три лидера по количеству набранных баллов, но в разные годы приглашения получали и игроки, финишировавшие с небольшим отставанием от первой тройки. С этого момента самыми успешными футбольными программами NCAA остаются Оклахомский и Алабамский университеты, представители которых входили в число финалистов по одиннадцать раз. По девять раз в финал выходили футболисты из университета Майами и университета штата Огайо, восемь — из Флоридского университета.

### Список обладателей награды
| Условные цветовые обозначения              |
| ------------------------------------------ |
| Действующие игроки НФЛ на сезон 2022 года  |
| Члены Зала славы профессионального футбола |

- Цифра в скобках означает число наград, полученных игроком либо представителями университета

| Год  | Победитель       | Фото | Позиция  | Университет       | Набрано баллов | Достижения за сезон                                            | Финалисты (с 1982 года) |
| ---- | ---------------- | ---- | -------- | ----------------- | -------------- | -------------------------------------------------------------- | --- |
| 1935 | Джей Бервангер   |      | HB       | Чикаго            | 84             | 477 выносных ярдов                                             | — |
| 1936 | Ларри Келли      |      | E        | Йель              | 213            | 372 выносных ярда 4 тачдауна                                   | — |
| 1937 | Клинт Фрэнк      |      | HB       | Йель (2)          | 524            | 465 пасовых ярдов                                              | — |
| 1938 | Дейви О’Брайен   |      | QB       | ТХУ               | 519            | 1509 пасовых ярдов 19 тачдаунов 4 перехвата                    | — |
| 1939 | Найл Кинник      |      | HB/QB    | Айова             | 651            | 374 выносных ярда 5 тачдаунов                                  | — |
| 1940 | Том Хармон       |      | HB       | Мичиган           | 1303           | 852 выносных ярда 14 тачдаунов                                 | — |
| 1941 | Брюс Смит        |      | HB       | Миннесота         | 554            | 473 выносных ярда 5 тачдаунов                                  | — |
| 1942 | Фрэнк Синкуич    |      | HB       | Джорджия          | 1059           | 828 выносных ярда 17 тачдаунов                                 | — |
| 1943 | Анджело Бертелли |      | QB       | Нотр-Дам          | 648            | 512 пасовых ярдов 10 тачдаунов 4 перехвата                     | — |
| 1944 | Лес Хорват       |      | QB/HB    | Огайо Стейт       | 412            | 344 пасовых ярда 3 тачдауна 4 перехвата                        | — |
| 1945 | Док Бланчард     |      | FB       | Армия             | 860            | 722 выносных ярда 16 тачдаунов                                 | — |
| 1946 | Гленн Дэвис      |      | HB       | Армия (2)         | 792            | 712 выносных ярдов 7 тачдаунов                                 | — |
| 1947 | Джонни Луджек    |      | QB       | Нотр-Дам (2)      | 742            | 777 пасовых ярдов 9 тачдаунов 8 перехватов                     | — |
| 1948 | Доак Уокер       |      | HB       | СМЮ               | 778            | 598 выносных ярдов 8 тачдаунов                                 | — |
| 1949 | Леон Харт        |      | E        | Нотр-Дам (3)      | 995            | 257 ярдов на приёме 5 тачдаунов                                | — |
| 1950 | Вик Джанович     |      | HB/P     | Огайо Стейт (2)   | 633            | 314 выносных ярдов 4 тачдауна                                  | — |
| 1951 | Дик Казмайер     |      | HB       | Принстон          | 1777           | 861 выносной ярд 9 тачдаунов                                   | — |
| 1952 | Билли Весселс    |      | HB       | Оклахома          | 525            | 1072 выносных ярда 17 тачдаунов                                | — |
| 1953 | Джонни Латтнер   |      | HB       | Нотр-Дам (4)      | 1850           | 651 выносной ярд                                               | — |
| 1954 | Алан Амичи       |      | FB       | Висконсин         | 1068           | 641 выносной ярд                                               | — |
| 1955 | Хоуард Кассади   |      | HB       | Огайо Стейт (3)   | 2219           | 958 выносных ярдов 14 тачдаунов                                | — |
| 1956 | Пол Хорнанг      |      | QB       | Нотр-Дам (5)      | 1066           | 917 пасовых ярдов 3 тачдауна 13 перехватов                     | — |
| 1957 | Джон Дэвид Кроу  |      | HB       | Техас A&M         | 1183           | 562 выносных ярда 6 тачдаунов                                  | — |
| 1958 | Пит Доукинс      |      | HB       | Армия (3)         | 1394           | 428 выносных ярдов 5 тачдаунов                                 | — |
| 1959 | Билли Кэннон     |      | HB       | ЛСЮ               | 1929           | 598 выносных ярдов 5 тачдаунов                                 | — |
| 1960 | Джо Беллино      |      | HB       | Нейви             | 1793           | 834 выносных ярда                                              | — |
| 1961 | Эрни Дэвис       |      | HB/FB/LB | Сиракьюз          | 824            | 823 выносных ярда 12 тачдаунов                                 | — |
| 1962 | Терри Бейкер     |      | QB       | Орегон Стейт      | 707            | 1738 пасовых ярдов 15 тачдаунов 5 перехватов                   | — |
| 1963 | Роджер Стобак    |      | QB       | Нейви (2)         | 1860           | 1702 пасовых ярда 7 тачдаунов 7 перехватов                     | — |
| 1964 | Джон Хуарте      |      | QB       | Нотр-Дам (6)      | 1026           | 2062 пасовых ярда 16 тачдаунов 11 перехватов                   | — |
| 1965 | Майк Гарретт     |      | HB       | ЮСК               | 926            | 1440 выносных ярдов 13 тачдаунов                               | — |
| 1966 | Стив Сперриер    |      | QB       | Флорида           | 1679           | 2012 пасовых ярдов 16 тачдаунов 8 перехватов                   | — |
| 1967 | Гэри Бебан       |      | QB       | УКЛА              | 1968           | 1359 пасовых ярдов 8 тачдаунов 7 перехватов                    | — |
| 1968 | О Джей Симпсон   |      | HB       | ЮСК (2)           | 2853           | 1880 выносных ярдов 23 тачдауна                                | — |
| 1969 | Стив Оуэнс       |      | FB       | Оклахома (2)      | 1488           | 1523 выносных ярда 23 тачдауна                                 | — |
| 1970 | Джим Планкетт    |      | QB       | Стэнфорд          | 2229           | 2980 пасовых ярдов 19 тачдаунов 19 перехватов                  | — |
| 1971 | Пэт Салливан     |      | QB       | Оберн             | 1597           | 2262 пасовых ярда 21 тачдаун 13 перехватов                     | — |
| 1972 | Джонни Роджерс   |      | WR/RB    | Небраска          | 1310           | 348 выносных ярдов 10 тачдаунов                                | — |
| 1973 | Джон Каппелетти  |      | RB       | Пенн Стейт        | 1057           | 1522 выносных ярда 17 тачдаунов                                | — |
| 1974 | Арчи Гриффин     |      | RB       | Огайо Стейт (4)   | 1920           | 1695 выносных ярда 12 тачдаунов                                | — |
| 1975 | Арчи Гриффин     |      | RB       | Огайо Стейт (5)   | 1450           | 1695 выносных ярда 4 тачдауна                                  | — |
| 1976 | Тони Дорсетт     |      | RB       | Питтсбург         | 2357           | 2150 выносных ярда 22 тачдауна                                 | — |
| 1977 | Эрл Кэмпбелл     |      | RB       | Техас             | 1547           | 1744 выносных ярда 18 тачдаунов                                | — |
| 1978 | Билли Симс       |      | RB       | Оклахома (3)      | 827            | 1762 выносных ярда 20 тачдаунов                                | — |
| 1979 | Чарлз Уайт       |      | RB       | ЮСК (3)           | 1695           | 2050 выносных ярда 19 тачдаунов                                | — |
| 1980 | Джордж Роджерс   |      | RB       | Южная Каролина    | 1128           | 1781 выносной ярд 14 тачдаунов                                 | — |
| 1981 | Маркус Аллен     |      | RB       | ЮСК (4)           | 1797           | 2 427 выносных ярдов 22 тачдаунов                              | — |
| 1982 | Хершел Уокер     |      | RB       | Джорджия (2)      | 1926           | 1752 выносных ярда 16 тачдаунов                                | Джон Элвей (Стэнфорд) Эрик Дикерсон (СМЮ) |
| 1983 | Майк Розье       |      | RB       | Небраска (2)      | 1801           | 2148 выносных ярдов 29 тачдаунов                               | Стив Янг (Бригам Янг) Даг Флути (Бостон Колледж) |
| 1984 | Даг Флути        |      | QB       | Бостон Колледж    | 2240           | 3454 пасовых ярда 27 тачдаунов 11 перехватов                   | Кит Байарс (Огайо Стейт) Робби Боско (Бригам Янг) Берни Косар (Майами) |
| 1985 | Бо Джексон       |      | RB       | Оберн (2)         | 1509           | 1786 выносных ярдов 17 тачдаунов                               | Чак Лонг (Айова) Робби Боско (Бригам Янг) Лоренцо Уайт (Мичиган Стейт) Винни Теставерде (Майами)                                                                            |
| 1986 | Винни Теставерде |      | QB       | Майами            | 2213           | 2257 пасовых ярдов 26 тачдаунов 9 перехватов                   | Пол Палмер (Темпл) Джим Харбо (Мичиган) Брайан Босуорт (Оклахома) Ди Джей Дозьер (Пенн Стейт)                                                                               |
| 1987 | Тим Браун        |      | WR       | Нотр-Дам (7)      | 1442           | 846 ярдов на приёме 3 тачдауна                                 | Дон Макферсон (Сиракьюз) Гордон Локбаум (Холи Кросс) Лоренцо Уайт (Мичиган Стейт) Крейг Хейуорд (Питтсбург)                                                                 |
| 1988 | Барри Сандерс    |      | RB       | Оклахома Стейт    | 1878           | 2628 выносных ярдов 37 тачдаунов                               | Родни Пит (ЮСК) Трой Эйкман (УКЛА) Стив Уолш (Майами) Мейджор Харрис (Западная Виргиния)                                                                                    |
| 1989 | Андре Уэйр       |      | QB       | Хьюстон           | 1073           | 4699 пасовых ярдов 46 тачдаунов 15 перехватов                  | Энтони Томпсон (Индиана) Мейджор Харрис (Западная Виргиния) Тони Райс (Нотр-Дам) Дэриан Хейган (Колорадо) Ди Доуис (Эйр Форс) Эммитт Смит (Флорида) Блэр Томас (Пенн Стейт) |
| 1990 | Тай Детмер       |      | QB       | Бригам Янг        | 1482           | 5188 пасовых ярдов 41 тачдаун 28 перехватов                    | Раджиб Исмаил (Нотр-Дам) Эрик Бьенеми (Колорадо) Шон Мур (Виргиния) Дэвид Клинглер (Хьюстон)                                                                                |
| 1991 | Десмонд Хоуард   |      | WR/PR    | Мичиган (2)       | 2077           | 985 ярдов на приеме 19 тачдаунов                               | Кейси Уэлдон (Флорида Стейт) Тай Детмер (Бригам Янг) Стив Эмтман (Вашингтон)                                                                                                |
| 1992 | Джино Торретта   |      | QB       | Майами (2)        | 1400           | 3060 пасовых ярдов 19 тачдаунов 7 перехватов                   | Маршалл Фолк (Сан-Диего Стейт) Гаррисон Херст (Джорджия) |
| 1993 | Чарли Уорд       |      | QB       | Флорида Стейт     | 2310           | 3032 пасовых ярда 27 тачдаунов 4 перехвата                     | Хит Шулер (Теннесси) Дэвид Палмер (Алабама) |
| 1994 | Рашан Салам      |      | RB       | Колорадо          | 1743           | 2055 выносных ярдов 24 тачдауна                                | Ки-Джана Картер (Пенн Стейт) Стив Макнейр (Алкорн Стейт) Керри Коллинз (Пенн Стейт) Джей Баркер (Алабама) Уоррен Сапп (Майами)                                              |
| 1995 | Эдди Джордж      |      | RB       | Огайо Стейт (6)   | 1460           | 1927 выносных ярдов 24 тачдауна                                | Томми Фрейзер (Небраска) Дэнни Вурффел (Флорида) Дарнелл Отри (Нортвестерн) Трой Дэвис (Айова Стейт)                                                                        |
| 1996 | Дэнни Вурффел    |      | QB       | Флорида (2)       | 1363           | 3625 пасовых ярдов 39 тачдаунов 13 перехватов                  | Трой Дэвис (Айова Стейт) Джейк Пламмер (Аризона Стейт) Орландо Пейс (Огайо Стейт)                                                                                           |
| 1997 | Чарлз Вудсон     |      | CB/PR    | Мичиган (3)       | 1815           | 7 перехватов                                                   | Пейтон Мэннинг (Теннесси) Райан Лиф (Вашингтон Стейт) Рэнди Мосс (Маршалл)                                                                                                  |
| 1998 | Рикки Уильямс    |      | RB       | Техас (2)         | 2355           | 2124 выносных ярда 27 тачдаунов                                | Майкл Бишоп (Канзас Стейт) Кейд Макноун (УКЛА) Тим Кауч (Кентукки) |
| 1999 | Рон Дейн         |      | RB       | Висконсин (2)     | 2042           | 2034 выносных ярда 20 тачдаунов                                | Джо Хэмилтон (Джорджия Тек) Майкл Вик (Виргиния Тек) Дрю Брис (Пердью) Чед Пеннингтон (Маршалл)                                                                             |
| 2000 | Крис Вайнке      |      | QB       | Флорида Стейт (2) | 1628           | 4167 пасовых ярдов 33 тачдауна 11 перехватов                   | Джош Хойпел (Оклахома) Дрю Брис (Пердью) Ладейниан Томлинсон (ТХУ) |
| 2001 | Эрик Крауч       |      | QB/WR    | Небраска (3)      | 770            | 1510 пасовых ярдов 7 тачдауна 10 перехватов                    | Рекс Гроссман (Флорида) Кен Дорси (Майами) Джоуи Харрингтон (Орегон) |
| 2002 | Карсон Палмер    |      | QB       | ЮСК (5)           | 1328           | 3942 пасовых ярда 33 тачдауна 10 перехватов                    | Брэд Бэнкс (Айова) Ларри Джонсон (Пенн Стейт) Уиллис Макгэхи (Майами) Кен Дорси (Майами)                                                                                    |
| 2003 | Джейсон Уайт     |      | QB       | Оклахома (4)      | 1481           | 3846 пасовых ярдов 40 тачдаунов 10 перехватов                  | Ларри Фицджералд (Питтсбург) Илай Мэннинг (Ол Мисс) Крис Перри (Мичиган) |
| 2004 | Мэтт Лейнарт     |      | QB       | ЮСК (6)           | 1325           | 3322 пасовых ярда 33 тачдауна 6 перехватов                     | Эдриан Питерсон (Оклахома) Джейсон Уайт (Оклахома) Алекс Смит (Юта) Реджи Буш (ЮСК)                                                                                         |
| 2005 | Реджи Буш        |      | RB       | ЮСК (7)           | 2541           | 1740 выносных ярдов 16 тачдаунов                               | Винс Янг (Техас) Мэтт Лейнарт (ЮСК) |
| 2006 | Трой Смит        |      | QB       | Огайо Стейт (7)   | 2540           | 2542 пасовых ярда 30 тачдаунов 6 перехватов                    | Даррен Макфадден (Арканзас) Брейди Куинн (Нотр-Дам) |
| 2007 | Тим Тибоу        |      | QB       | Флорида (3)       | 1957           | 2286 пасовых ярдов 32 тачдауна 6 перехватов                    | Даррен Макфадден (Арканзас) Колт Бреннан (Гавайи) Чейз Дэниел (Миссури) |
| 2008 | Сэм Брэдфорд     |      | QB       | Оклахома (5)      | 1726           | 4720 пасовых ярдов 50 тачдаунов 8 перехватов                   | Кольт Маккой (Техас) Тим Тибоу (Флорида) |
| 2009 | Марк Инграм      |      | RB       | Алабама           | 1304           | 1658 выносных ярдов 17 тачдаунов                               | Тоби Герхарт (Стэнфорд) Кольт Маккой (Техас) Эндамукон Су (Небраска) Тим Тибоу (Флорида)                                                                                    |
| 2010 | Кэм Ньютон       |      | QB       | Оберн (3)         | 2263           | 2854 пасовых ярда 30 тачдаунов 7 перехватов                    | Эндрю Лак (Стэнфорд) Ламайкл Джеймс (Орегон) Келлен Мур (Бойсе Стейт) |
| 2011 | Роберт Гриффин   |      | QB       | Бейлор            | 1687           | 4293 пасовых ярда 37 тачдаунов 6 перехватов                    | Эндрю Лак (Стэнфорд) Трент Ричардсон (Алабама) Монти Болл (Висконсин) Тайран Мэтью (ЛСЮ)                                                                                    |
| 2012 | Джонни Мэнзел    |      | QB       | Техас A&M (2)     | 2029           | 3706 пасовых ярдов 26 тачдаунов 9 перехватов                   | Мантай Тео (Нотр-Дам) Коллин Клейн (Канзас Стейт) |
| 2013 | Джеймис Уинстон  |      | QB       | Флорида Стейт (3) | 2205           | 4057 пасовых ярдов 40 тачдаунов 10 перехватов                  | Эй Джей Маккэррон (Алабама) Джордан Линч (Северный Иллинойс) Андре Уильямс (Бостон Колледж) Джонни Мэнзел (Техас A&M) Тре Мейсон (Оберн)                                    |
| 2014 | Маркус Мариота   |      | QB       | Орегон            | 2534           | 4454 пасовых ярда 42 тачдауна 4 перехвата                      | Мелвин Гордон (Висконсин) Амари Купер (Алабама) |
| 2015 | Деррик Хенри     |      | RB       | Алабама (2)       | 1832           | 2219 выносных ярдов 28 тачдаунов                               | Кристиан Маккэфри (Стэнфорд) Дешон Уотсон (Клемсон) |
| 2016 | Ламар Джексон    |      | QB       | Луисвилл          | 2144           | 3543 пасовых ярда 30 тачдауна 9 перехватов                     | Бейкер Мэйфилд (Оклахома) Джабрил Пепперс (Мичиган) Дешон Уотсон (Клемсон) Деде Уэстбрук (Оклахома)                                                                         |
| 2017 | Бейкер Мэйфилд   |      | QB       | Оклахома (6)      | 2398           | 4627 пасовых ярдов 43 тачдауна 6 перехватов                    | Брайс Лав (Стэнфорд) Ламар Джексон (Луисвилл) |
| 2018 | Кайлер Мюррей    |      | QB       | Оклахома (7)      | 2167           | 4361 пасовый ярд 42 тачдауна 7 перехватов                      | Туа Танговаилоа (Алабама) Дуэйн Хаскинс (Огайо Стейт) |
| 2019 | Джо Берроу       |      | QB       | ЛСЮ (2)           | 2608           | 5671 пасовый ярд 60 тачдаунов 6 перехватов                     | Джейлен Хертс (Оклахома) Джастин Филдс (Огайо Стейт) Чейз Янг (Огайо Стейт)                                                                                                 |
| 2020 | Девонтей Смит    |      | WR       | Алабама (3)       | 1856           | 1856 ярдов на приёме 23 тачдауна                               | Мак Джонс (Алабама) Тревор Лоуренс (Клемсон) Кайл Траск (Флорида) |
| 2021 | Брайс Янг        |      | QB       | Алабама (4)       | 2311           | 4322 пасовых ярда 43 тачдауна 4 перехвата                      | Эйдан Хатчинсон (Мичиган) Кенни Пикетт (Питтсбург) Си Джей Страуд (Огайо Стейт)                                                                                             |
| 2022 | Калеб Уильямс    |      | QB       | ЮСК (8)           | 2031           | 4075 пасовых ярда 37 тачдаунов 4 перехвата                     | Макс Дагган (ТХУ) Си Джей Страуд (Огайо Стейт) Стетсон Беннетт (Джорджия)                                                                                                   |
| 2023 | Джейден Дэниелс  |      | QB       | ЛСЮ (3)           | 2029           | 3815 пасовых ярдов 40 тачдаунов 4 перехвата 1134 выносных ярда | Марвин Харрисон (Огайо Стейт) Бо Никс (Орегон) Майкл Пеникс (Вашингтон) |